# Celata populus
Celata populus är en stekelart som beskrevs av Wang 1998. Celata populus ingår i släktet Celata och familjen brokparasitsteklar. Inga underarter finns listade.